# Alisher Odilov
Alisher Odilov (uzb. cyr. Алишер Одилов; ur. 15 lipca 2001) – uzbecki piłkarz grający na pozycji napastnika w uzbeckim klubie Olympic Taszkent. Młodzieżowy reprezentant Uzbekistanu. Uczestnik Letnich Igrzysk Olimpijskich 2024 w Paryżu.

## Sukcesy

### Uzbekistan U-23
- Wicemistrz Azji U-23: 2022[3], 2024[4]
- Brązowy medal igrzysk azjatyckich: 2022[5]